# The Word from Mose
| Recensione | Giudizio |
| ---------- | -------- |
| AllMusic   |          |

The Word from Mose è un album discografico di Mose Allison, pubblicato dalla casa discografica Atlantic Records nel luglio del 1964.

## Tracce

### LP
Lato A
1. Foolkiller – 2:25 (Mose Allison) – Registrato il 12 marzo 1964 a New York
2. One of These Days – 3:02 (Mose Allison) – Registrato il 10 marzo 1964 a New York
3. Look Here – 2:12 (Mose Allison) – Registrato il 12 marzo 1964 a New York
4. Days Like This – 2:51 (Mose Allison) – Registrato il 10 marzo 1964 a New York
5. Your Red Wagon – 2:14 (Richard Jones, Don Raye, Gene DePaul) – Registrato il 12 marzo 1964 a New York
6. Wild Man – 1:58 (Sam Willis, Everett Barksdale) – Registrato il 10 marzo 1964 a New York

Lato B
1. Rollin' Stone – 2:58 (Muddy Waters) – Registrato il 12 marzo 1964 a New York
2. New Parchman – 3:04 (Mose Allison) – Registrato il 10 marzo 1964 a New York
3. Don't Forget to Smile – 2:48 (Mose Allison) – Registrato il 10 marzo 1964 a New York
4. I'm Not Talking – 2:30 (Mose Allison) – Registrato il 10 marzo 1964 a New York
5. Lost Mind – 4:08 (Percy Mayfield) – Registrato il 12 marzo 1964 a New York

## Musicisti
- Mose Allison - piano, voce
- Ben Tucker - contrabbasso
- Ron Lundberg - batteria

Note aggiuntive
- Nesuhi Ertegun - produttore, supervisore
- Phil Iehle - ingegnere delle registrazioni
- Lee Friedlander - foto copertina album originale
- R.D. Harlan (WNCN, New York) - Note retrocopertina album originale[2]